# Francisco de Borja Garção Stockler
Francisco de Borja Garção Stockler (n. 25 septembrie 1759 la Lisabona - d. 6 martie 1829) a fost un matematician portughez.
A fost unul dintre pionierii calculului diferențial și ai istoriei matematicii în țara sa.
A studiat la Școala de Marină și la Universitatea din Coimbra.
Apoi a făcut studii la Paris pentru specializare.
În 1820 se întoarce în Portugalia și este numit guvernator al insulelor Azores, având gradul de căpitan.
Ulterior, pentru serviciile aduse țării, i se acordă titlul de baron.
A fost admis ca membru al Academiei de Științe din Lisabona.

## Biografie
Stockler s-a născut la 25 septembrie 1759 la Lisabona; fiul lui Cristiano Stockler (comerciant de la Lisabona) și Margarida Joséfa Rita de Orgiens Garção de Carvalho, bunicul său, născut la Hamburg, își trage rădăcinile din orașele istorice din Liga Hanseatică.

### Războaiele peninsulare
El a fost adjunct la Field Marshall João Carlos de Bragança Sousa și Ligne, al doilea duce al lui Lafões, în timpul campaniilor din 1801 al Războiului Peninsular, cunoscut sub numele de Războiul Portocalelor. Secretar militar al ducelui, între anii 1797 și 1801, a publicat o lucrare importantă despre desfășurarea operațiunilor.

## Scrieri
- 1794: Compêndio da teoria dos limites, ou introdução ao método das fluxões;
- Memórias sobre os verdadeiros princípios do método das fluxões;
- Demonstração do teorema de Newton sobre a soma das potencias das raízes das equações;
- Obras de F. de Borja Garçao Stockler, secretario da Academia Real das Sciencias, unde sunt reunite toate operele sale.

1. ↑  Francisco de Borja Garção Stockler, SNAC, accesat în 9 octombrie 2017
2. ↑  List of Royal Society Fellows 1660-2007 (PDF), p. 340